# Laothoe rufa-diluta
Laothoe rufa-diluta är en fjärilsart som beskrevs av Gillmer 1904. Laothoe rufa-diluta ingår i släktet Laothoe och familjen svärmare. Inga underarter finns listade i Catalogue of Life.